# Стёкла и бетон
Стёкла и бетон (Стъкла и бетон, друго име – Паранойя) е вторият студиен албум на Николай Носков. Издаден е от лейбълите ОРТ-Рекордз и NOX Music и включва 10 песни. Композитор на албума е певецът, аранжор – Дмитрий Гинзбург, а основни автори на текстовете са Алексей Чуланский и Игор Брусенцев. Песента „Примадонна“ е кавър версия на песента на певицата Алла Пугачова и втора мъжка версия на тази песен, след изпълнението на Валери Mеладзе. За песента „Паранойя“ Носков получава наградата „Златен грамофон“.

## Песни от албума
1. Паранойя
2. Стёкла и бетон
3. Я тебя прошу
4. Белая ночь
5. Снег
6. Узнать тебя
7. Примадонна
8. Счастливей сна
9. Я – Твой DJ
10. Как прекрасен мир

## Гост музиканти
- Вячеслав Молчанов – китара